# Hochwasserrückhaltebecken Breitloh
Das Hochwasserrückhaltebecken Breitloh, auch Breitlohsee genannt, ist ein Rückhaltebecken im Lauf der Brettach kurz vor Rot am See im Landkreis Schwäbisch Hall im nordöstlichen Baden-Württemberg und wird vom Wasserverband Brettach betrieben.

## Beschreibung
Der Stausee liegt etwa 0,5 km nordöstlich der Ortsgrenze von Rot am See in der Talmulde der mittleren Brettach am Südrand des Waldgebietes Breitloh. Die Oberfläche des von diesem kleinen Fluss von Ost nach West durchlaufenen Dauersees auf der Gemarkung des zentralen Gemeindeteils, der sich bogenförmig um einen Hügelsporn im Süden legt, hat gewöhnlich eine Höhe von 409 m ü. NHN, er ist etwa 310 Meter lang und bis etwa 80 Meter breit, bedeckt eine Fläche von 1,9 ha und enthält 38.000 m³ an Wasser. Im Hochwasserfall hält der 9,4 m hohe Erddamm, auf dessen Krone ein Wirtschaftsweg die Talmulde quert, bis zu 184.000 m³ mehr an Wasser zurück, das gesteuert abgelassen werden kann.
Das Einzugsgebiet umfasst etwa 59,6 km² und liegt, naturräumlich gesehen, in mehreren Unterräumen der teilweise stark verkarsteten östlichen Hohenloher und Haller Ebene. Im Bereich des Stausees steht wie im überwiegenden Teil des Einzugsgebietes Lettenkeuper (Erfurt-Formation) an.

### LUBW
Amtliche Online-Gewässerkarte mit passendem Ausschnitt und den hier benutzten Layern: Breitenlohsee und Umgebung

Allgemeiner Einstieg ohne Voreinstellungen und Layer: Daten- und Kartendienst der Landesanstalt für Umwelt Baden-Württemberg (LUBW) (Hinweise)
1. ↑  Höhe nach blauer Beschriftung auf dem Hintergrundlayer Topographische Karte.
2. 1 2  Länge und Breite abgemessen auf dem Hintergrundlayer Topographische Karte.
3. ↑  Seefläche nach dem Layer Stehende Gewässer.
4. 1 2 3 4  Beckendaten nach dem Layer Stauanlage.
5. ↑  Einzugsgebiet aufsummiert aus den Teileinzugsgebieten nach dem Layer Basiseinzugsgebiet (AWGN) und einem winzigen,  auf dem Hintergrundlayer Topographische Karte abgemessenen Einzugsgebietszwickel unterhalb des letzten ganz im Einzugsgebiet liegenden Basiseinzugsgebiet.

### Andere Belege
1. 1 2  Wolf-Dieter Sick: Geographische Landesaufnahme: Die naturräumlichen Einheiten auf Blatt 162 Rothenburg o. d. Tauber. Bundesanstalt für Landeskunde, Bad Godesberg 1962. → Online-Karte (PDF; 4,7 MB)
2. ↑  Geologie nach den Layern zu Geologische Karte 1:50.000 auf: Mapserver des Landesamtes für Geologie, Rohstoffe und Bergbau (LGRB) (Hinweise)